# 火不思

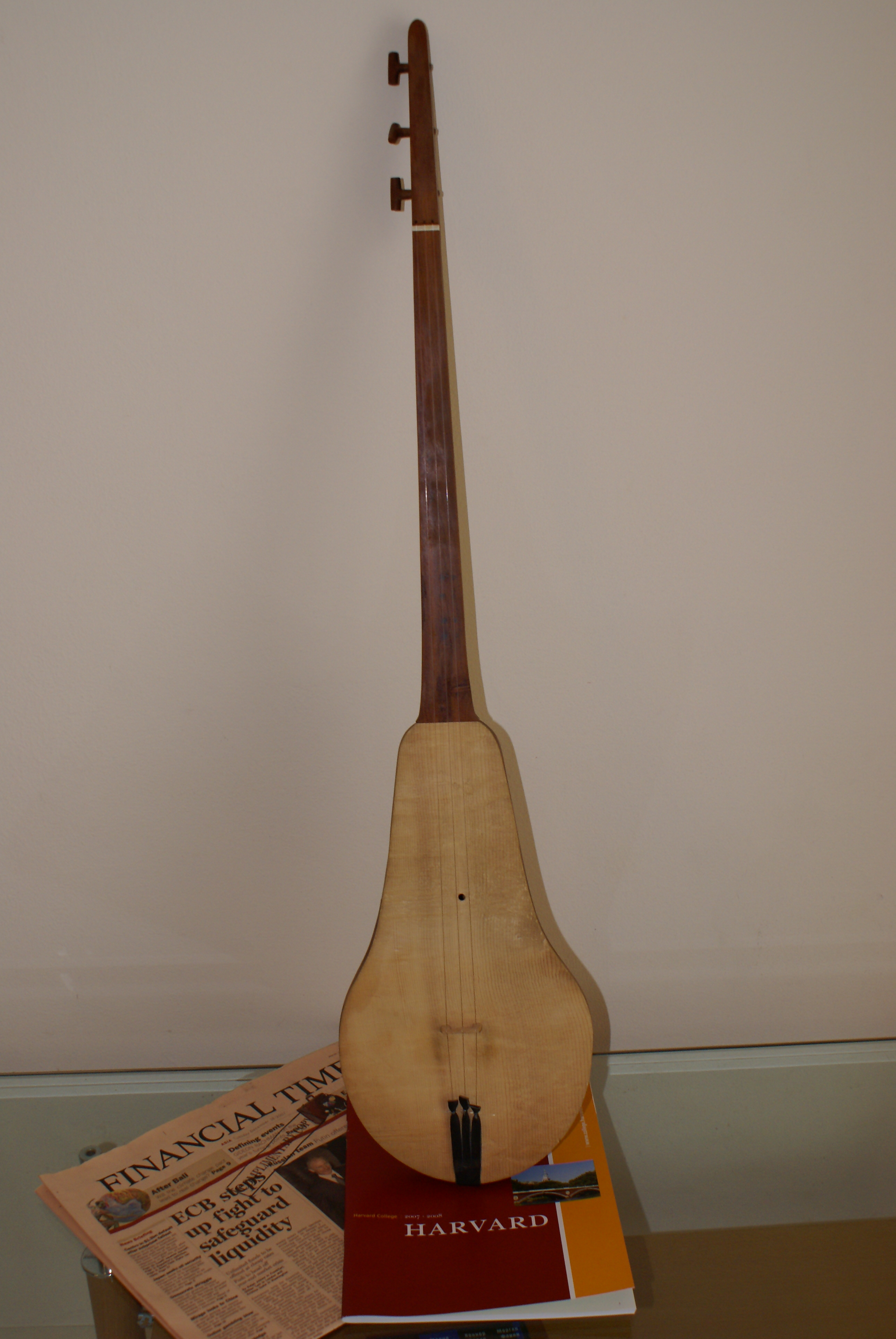
黠戛斯的火不思

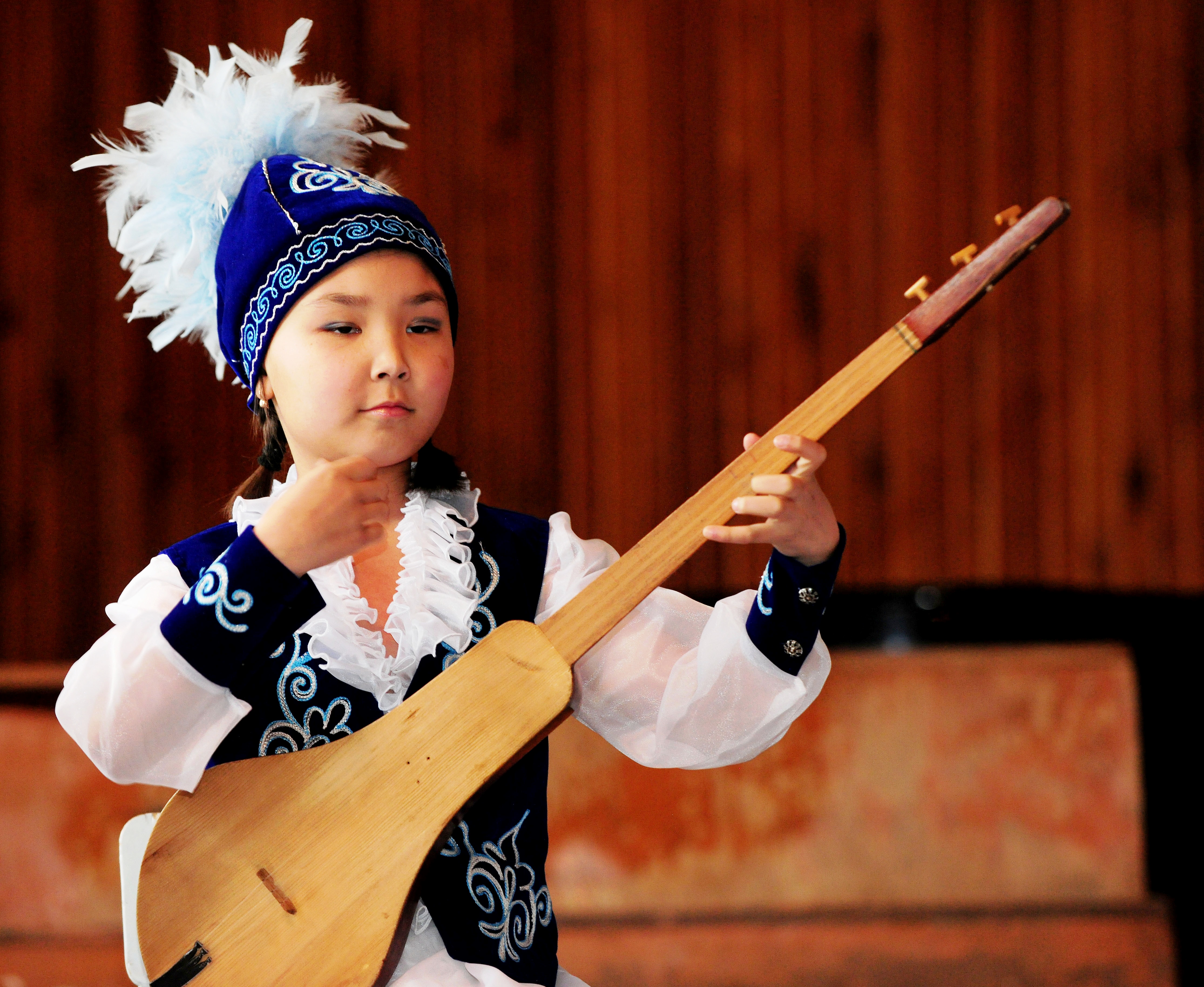
黠戛斯女仔演奏火不思

火不思（古蒙语），又叫库布孜（哈萨克语）、考姆孜（柯尔克孜语，也作考吾孜、考姆兹）、忽必丝（蒙古语）、和必斯、渾不似，是亞洲中部弦樂器，似琵琶，但較細長，半蒙蠎皮。通常長2尺7寸。有四弦，但古代多兩弦或者三弦。清朝時，屬番部合奏樂。
火不思見於突厥化各族，由中國到土耳其皆有使用。哈萨克叫Qobız（‎），黠戛斯叫Komuz，或寫qomus（黠戛斯話：комуз； qoˈmuz）；阿塞拜疆叫Qopuz；土耳其叫Kopuz，均是同一个词在不同语言中的变体。

## 歷史
《元史》、已經有火不思的記載，當時寫作和必斯，都是Kopuz音轉。考古發現，火不思見於遠古阿塞拜疆之地。

## 註
1. 1 2  . 商務印書館.